# Józef Schowal
Józef Schowal, Józef Schował (ur. 1815, zm. 1895) – polski prawnik, sędzia, starostwa nowotarski, w latach 1883–1886 burmistrz Nowego Targu.

## Życiorys
Urodził się w 1815.
W 1868 był naczelnikiem sądu w Nowym Targu. Był starostą powiatu nowotarskiego. W 1881 był jednym z inicjatorów powołania i protektorem, pierwszej na Podhalu, Ochotniczej Straży Pożarnej w Nowym Targu. W 1883 został drugim burmistrzem Nowego Targu okresu autonomii galicyjskiej zastępując Juliana Wiśniewskiego. Za jego kadencji wybrukowano Rynek oraz zbudowano ratusz. Na stanowisku pozostał przez trzy lata do 1886.
Zmarł w 1895.

## Życie prywatne
Mieszkał w kamienicy nr 14 na Rynku.